# Drugslab (серіал)
Drugslab — канал на YouTube з щотижневим епізодом про тестування того чи іншого виду наркотику і про правильне його вживання. Є пропозицією голландської асоціації BNNVARA і публікується редакцією телевізійної програми Spuiten en Slikken. Відеоролики завжди завантажуються з англійськими субтитрами і публікуються на умовах ліцензії Creative Commons.
Проект був заснований у березні 2016 року і майже відразу ж отримав міжнародний статус. Рішення про старт цієї кампанії прийшло з розумінням про нинішні розклади в отриманні інформації серед молоді: все більше і більше підлітків черпали основні знання сидячи в Інтернеті. Основною ідеєю було запобігти нещасним випадкам і дати базові знання про популярні наркотики.
8 листопада 2019 року було оголошено про припинення діяльності.

## Наповнення
У кожному сюжеті бере участь двоє ведучих: один використовує обраний для обговорення наркотик, який найчастіше обирався виходячи з коментарів під відеороликами, другий контролює всі показники першого (серцебиття, температуру тіла) і задає питання, грає в ігри на уважність та інше. Наркотики вони отримують працюючи з нідерландським центром лікування наркоманії Jellinek.
До липня 2018 року головними ведучими були Бастіан Росман, Неллі Беннер і Ренс Полман. Останній був замінений Дзіфою Кузенух

## Заборони та суперечки
14 квітня 2017 року згідно з рішенням МВС Росії було прийнято рішення про внесення каналу в єдиний реєстр Роскомнадзору.
У Великій Британії програма викликала обурення і прохання видалити її з YouTube. Однак, згідно із поглядами YouTube, "Drugslab", безумовно, має освітню цінність.